# Frísia Occidental
|  | Per a altres significats, vegeu «Frísia». |

Frísia Occidental (Westfriesland en frisó occidental, West-Fryslân en frisó estàndard) és una regió natural de la província del nord d'Holanda del Nord als Països Baixos, continguda en el dic d'anell de Wadden i situada al sud de Wieringermeer. La regió comprèn l'antic pagus de Westflinge. Les localitats més importants són Hoorn, Enkhuizen, Medemblik i Schagen.. Als altres pobles, l'activitat principal dels habitants és l'agricultura.

## Municipis
El municipi de Zeevang, fora del dic d'anell de Wadden, es considera sovint part de la regió de Frísia Occidental, ja que el dialecte frisó occidental es parla al nord i hi ha connexions diàries i culturals amb els pobles de Koggenland.

## Història
Durant aproximadament 300 anys, Frísia Occidental funcionava com una zona autònoma on els frisons occidentals no volien estar sotmesos a les autoritats del comtat d'Holanda. El comte Florenci V d'Holanda va tractar d'unir Holanda i Frísia Occidental durant el seu regnat, però va ser el seu successor Joan I d'Holanda, qui finalment va derrotar els frisons occidentals el 1297. No obstant això, encara que Frísia Occidental van formar una província unida amb Holanda en la República neerlandesa, fou reconeguda com a regió independent amb parlament propi Parlament d'aquesta província, conegut comunament Estats d'Holanda i Frísia Occidental. Durant el temps de les Províncies Unides, Frísia Occidental va tenir el seu Almirallat independent.

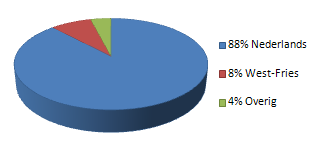
Idiomes parlats a la regió

## Idiomes
Antigament s'hi havia parlat frisó occidental, però avui és desaparegut. També és en vies de desaparició el frisó occidental, dialecte de l'holandès propi de la regió.